# Terje Vigen
Terje Vigen (conosciuto anche con il titolo C'era un uomo) è un film del 1917 diretto da Victor Sjöström. È basato sull'omonima ballata di Henrik Ibsen.

## Trama[1]
Terje Vigen è un marinaio norvegese, la cui famiglia, composta dalla moglie e da una figlioletta, è messa a dura prova e ridotta alla fame, come gran parte della popolazione costiera, dallo scoppio, nel 1809, delle guerre napoleoniche, a causa del blocco navale inglese.

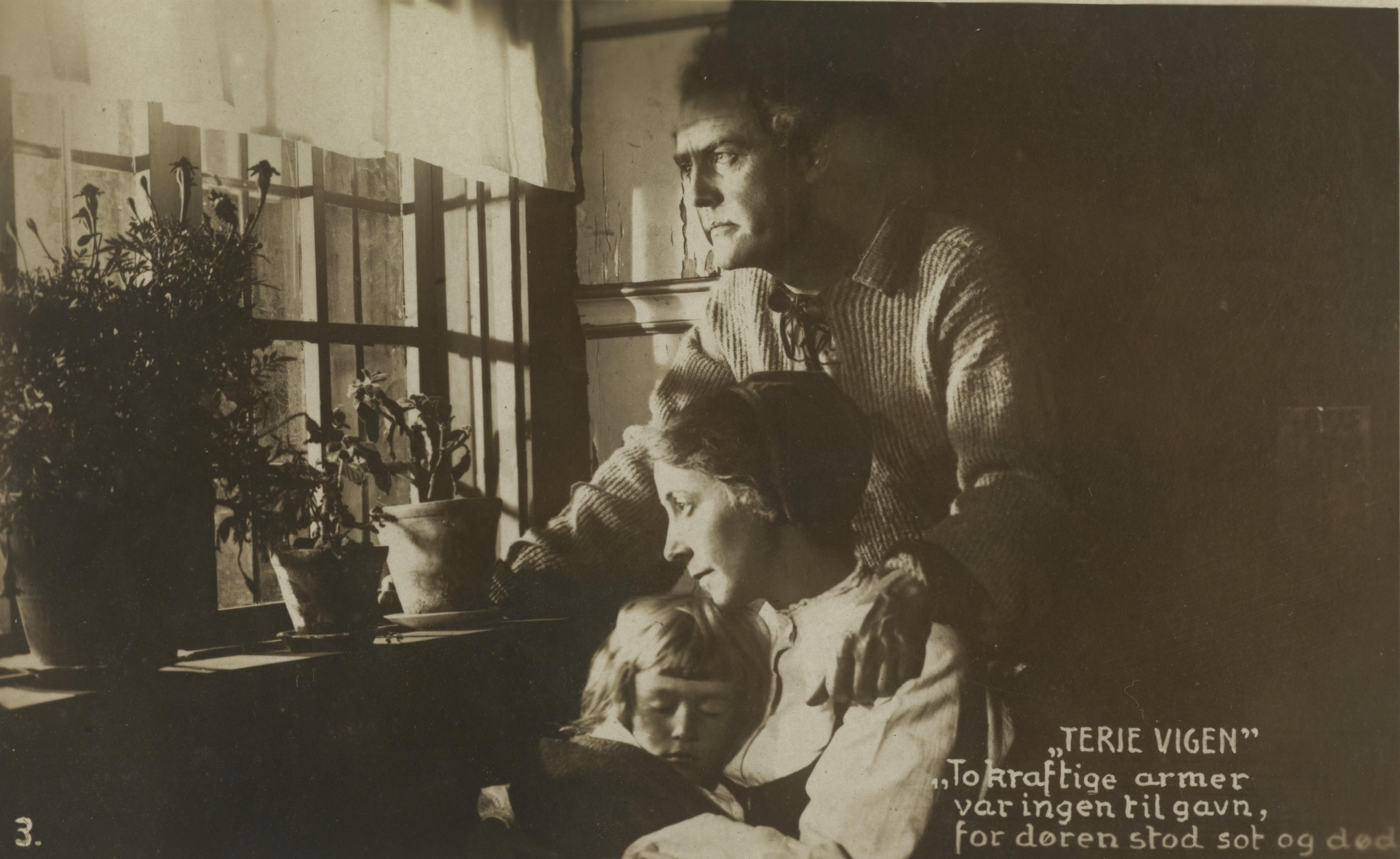
Lo sguardo verso il mare di Terje, con la moglie e la bambina, a volte compagno d'avventura e di libertà altre solcato da marinai guerrieri in divisa. Siamo all'undicesima stanza del poema di Ibsen

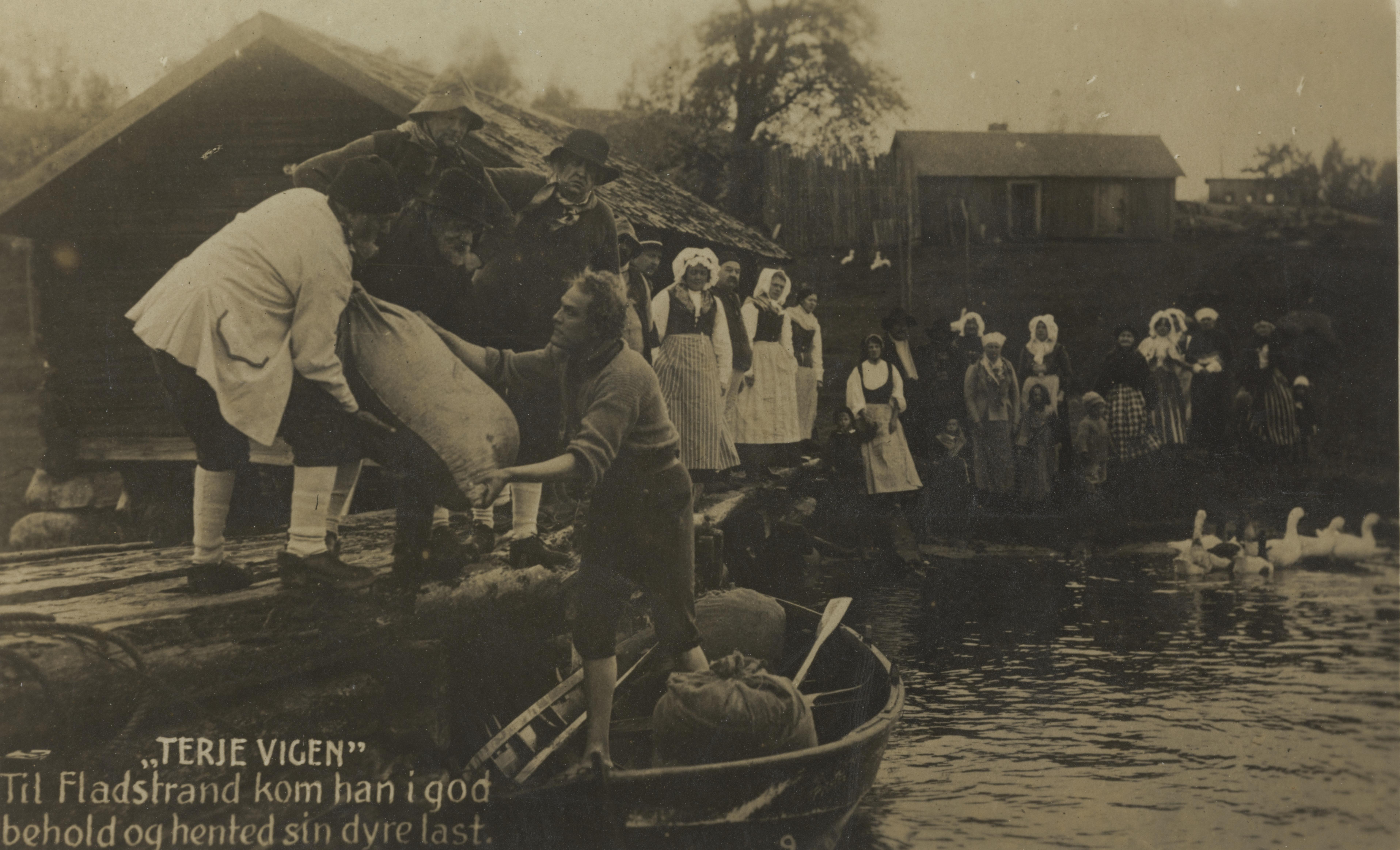
Stanza numero tredici del poema di Ibsen. Terje Vigen si reca in Danimarca in barca a remi per procurare vettovaglie alla sua famiglia

Terje decide allora di attraversare un grosso tratto di mare, a bordo di una barca a remi, e di recarsi in Danimarca, dove ottiene derrate alimentari per alimentare la famiglia.
Al ritorno, tuttavia, viene intercettato dagli inglesi, che affondano il suo prezioso carico presso una secca non lontana dalle coste norvegesi: il comandante della nave inglese, nonostante Terje esponga le sue ragioni, lo cattura, non risparmiandogli le proprie parole di scherno. Passerà in carcere gli anni fino alla pace del 1814.

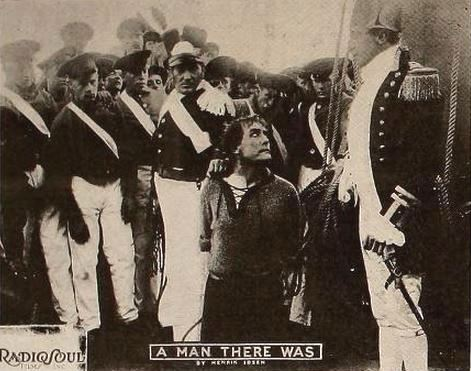
Terje Vigen, inerme, catturato dai soldati inglesi in divisa

Tornato in patria, vede che la casa che abitava è in possesso di un estraneo, ed apprende che la moglie e la figlia sono morte, e sono state poste in una fossa comune per i poveri. 
Terje, precocemente invecchiato ed incanutito, e considerato quasi un pazzo, abita ora una casa su un’isola, esercitando il suo mestiere di nocchiero nautico. 
In un giorno di tempesta, vede una nave inglese in grande difficoltà al largo, ed accorre in aiuto con la sua barca. 

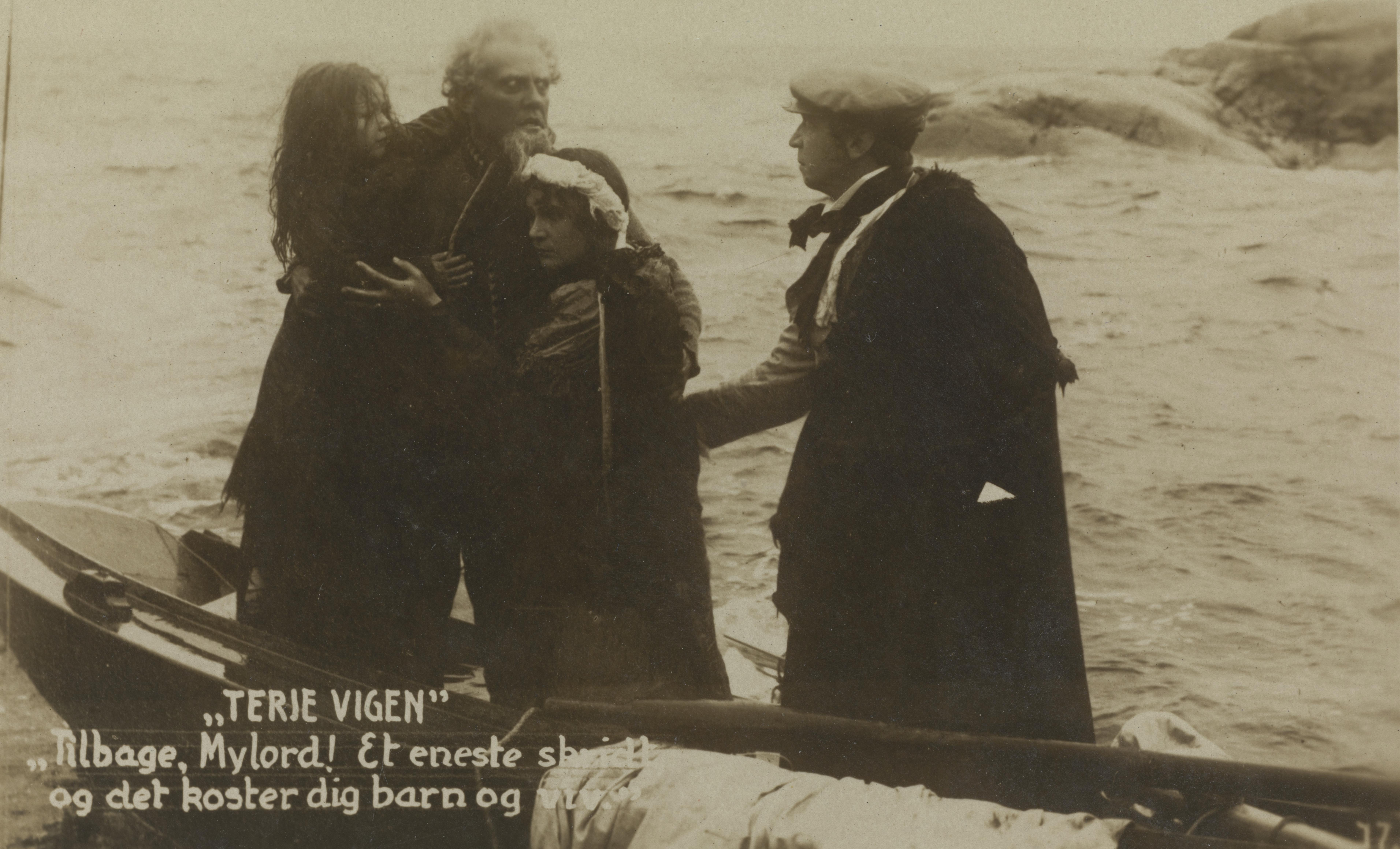
Terje nel momento in cui si rende conto di aver tratto in salvo il capitano inglese responsabile del suo dramma familiare insieme alla moglie e alla bambina

A bordo della nave riconosce nel comandante l’inglese che l’aveva schernito, accompagnato dalla moglie e dalla figlia.

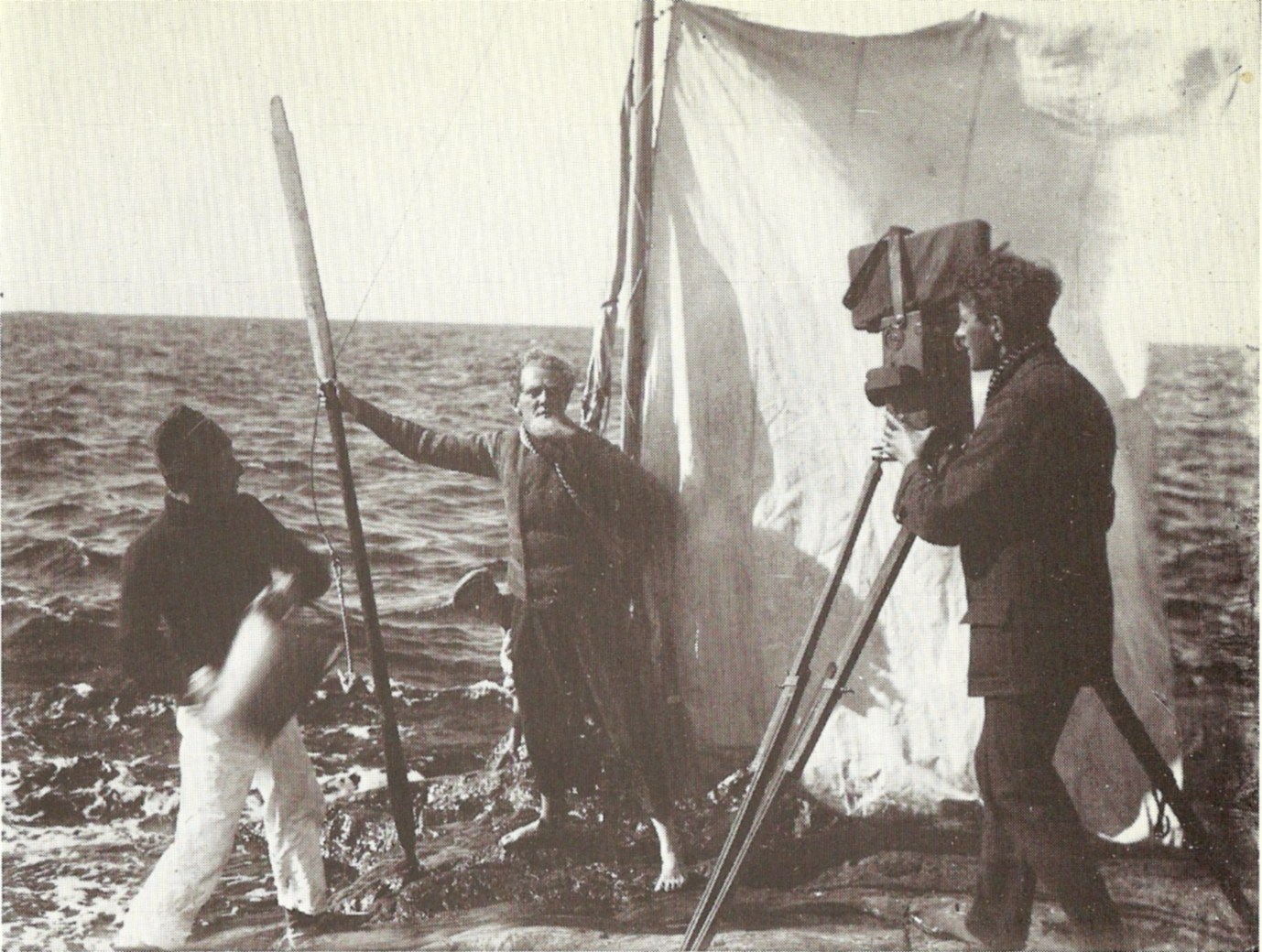
Immagine dal set: Terje Vigen avvista la nave inglese in difficoltà e salpa coraggiosamente al salvataggio dei suoi marinai. Nella foto presa dal libro di Bengt Forslund del 1980 è visibile il cameraman Julius Jaenzon

Trae sulla propria barca la famiglia inglese, si dirige verso le secche presso le quali anni prima il proprio carico era stato affondato, e, con l’intenzione di vendicarsi, fa affondare la barca. Tuttavia, alla vista della figliola di costoro, si impietosisce e desiste da ogni vendetta, mentre dei soccorritori li traggono in salvo.

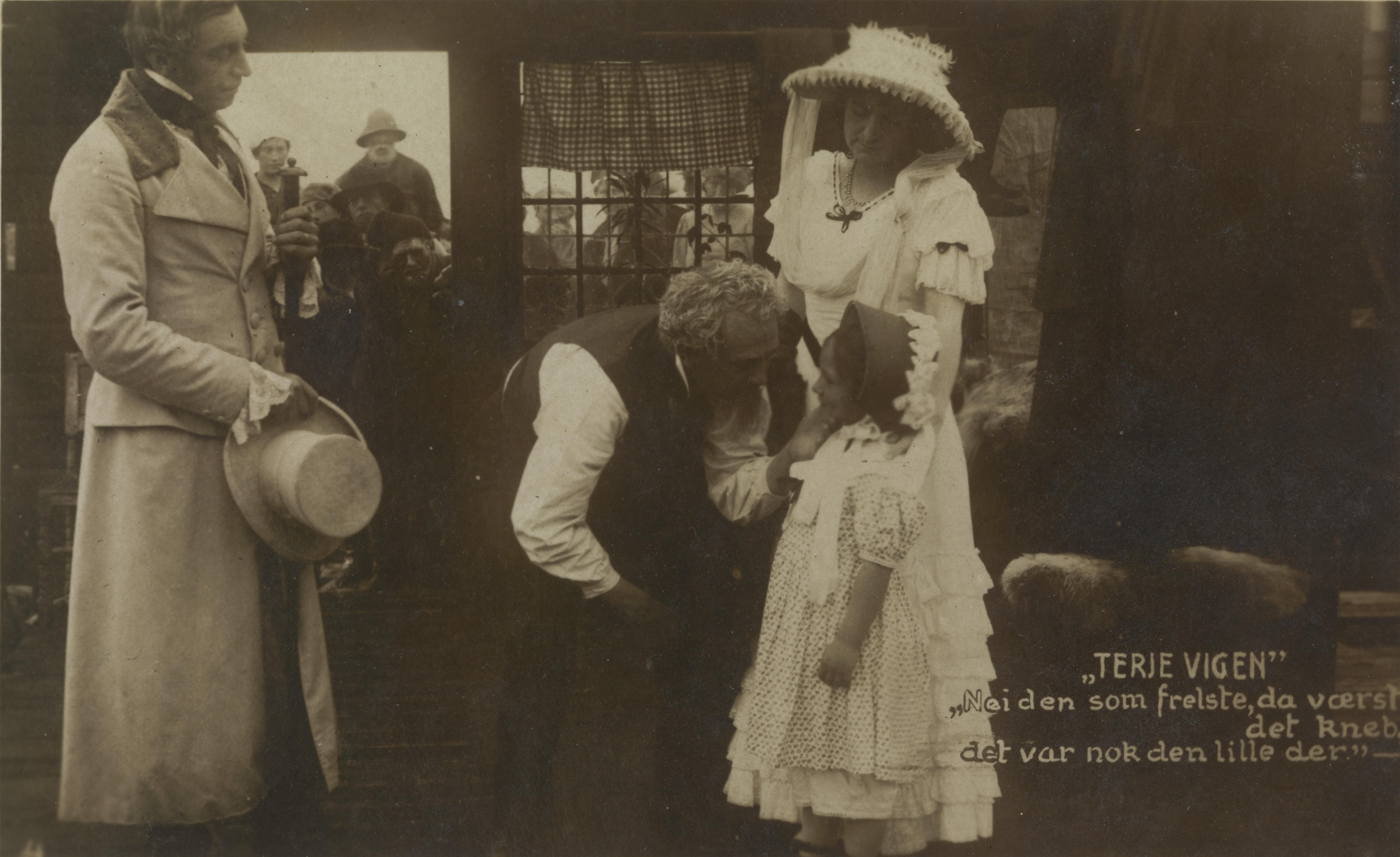
Il capitano della nave inglese va a rendere omaggio a Terje con la figlia e la moglie per averlo perdonato

La famiglia inglese che Terje ha salvato si reca, qualche tempo dopo, a ringraziarlo, prima di ripartire con la nave. Terje li saluta dalla costa. La nave, come segno di ringraziamento, innalza la bandiera norvegese.
Il film termina raccontando della morte di Terje, che riposa nello stesso cimitero dove giacciono sua moglie e sua figlia.

## Recupero e restauro
Il film è stato recuperato dal Laboratorio bolognese di restauro e conservazione L'immagine ritrovata che opera in rapporto alla Cineteca di Bologna nel 2006. Alla nuova versione il bianco e nero originale sono aggiunti da fondini trasparenti di diversi colori.

## Stile
Il film è tratto dall'omonimo poema di Henrik Ibsen composto da 43 stanze, Terje Vigen, scritto nel 1862. I sottotitoli del film sono i versi del poema per cui la fusione immagine-parola viene a rappresentare l'aspetto linguistico fondamentale dell'opera. La forza degli elementi espressa, che connoterà anche il film successivo, I proscritti, rimane memorabile. È stato scritto che tale forza è quella della natura, di sapore romantico sulla scia di Caspar David Friedrich, che si riprende i suoi diritti dopo averci nutrito, ma è anche quella della rinuncia alla vendetta, nello scioglimento dell'intreccio tortuoso della trama, al cospetto dell'infanzia.
È stato scritto che Terje Vigen cambiò l'orientamento dell'industria cinematografica svedese che, a partire da questo film, individuò le potenzialità del nuovo mezzo cinematografico nel campo della cultura. «È anche noto come il successo commerciale del film portò la casa di produzione Svenska Biografteatern a cambiare la propria politica per concentrare la produzione su un minor numero di film, ma di maggior prestigio (...).»